# コールズ郡 (イリノイ州)
コールズ郡（コールズぐん、英: Coles County）は、アメリカ合衆国イリノイ州の東部に位置する郡である。2010年国勢調査での人口は53,873人であり、2000年の53,196人から1.3％増加した。郡庁所在地はチャールストン市（人口21,838人）であり、同郡で人口最大の都市でもある。チャールストン市には東イリノイ大学がある。
コールズ郡はチャールストン・マットゥーン小都市圏に属している。マットゥーン市はフーツ家が所有していた「当初の」「バーガーキング」があることで有名であり、これは現在のバーガーキング・チェーンとは異なる。1968年の登録商標訴訟が決着した後、フーツはマットゥーン地域でのみその名前を使うことができ、チェーンの方はマットゥーン地域を除く国内全てでバーガーキングを使えるようになった。フーツの商圏は半径20マイル (30 km) であり、この中にチェーンの方は店を持てない。

## 歴史
コールズ郡は1830年12月にクラーク郡とエドガー郡の一部を合わせて設立された。郡名は第2代イリノイ州知事（在任1822年-1826年）のエドワード・コールズに因んで名付けられた。

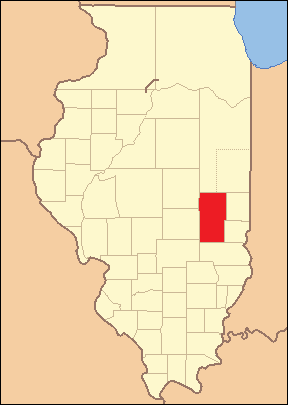
1843年創設時の郡領域
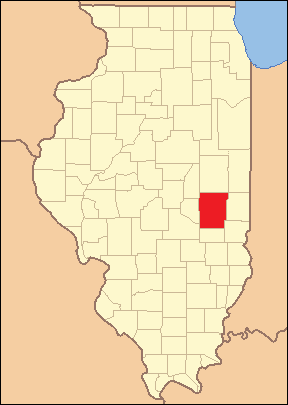
1843年から1859年まで
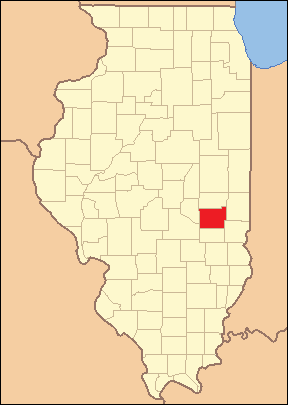
1859年にダグラス郡が分離してから現在までの領域

## 民話
コールズ郡には幾つか良く知られた伝説や民話がある。マットンのマッド・ガッサーやペンバートン・ホールのメアリー・ホーキンスの幽霊の話などである。マイケル・クリーンはその著作『コールズ郡の物語』に、セントオマー墓地の「魔女の墓」や「縫いぐるみの墓地」などこれら伝承の多くを収めた。「縫いぐるみの墓地」は独立系映画『縫いぐるみ』の原作となり、2010年にマットゥーンとその周辺で撮影された。さらに、作家L・W・スティーブンソンの小説『取り憑かれた家族』は、1980年代にコールズ郡に住んでいた家族が経験したポルターガイストを題材にした。アシュモア邸宅は長く地元伝承の舞台になってきた。当初はコールズ郡プア農場の救貧院だったが、現在は超常現象を追い求める人々の興味を惹き付ける場所となっている。

## 地理
アメリカ合衆国国勢調査局に拠れば、郡域全面積は510.08平方マイル (1,321.1 km2)であり、このうち陸地508.29平方マイル (1,316.5 km2)、水域は1.79平方マイル (4.6 km2)で水域率は0.35％である。

### 主要高規格道路
- 州間高速道路57号線
- アメリカ国道45号線
- イリノイ州道16号線
- イリノイ州道49号線
- イリノイ州道121号線
- イリノイ州道130号線
- イリノイ州道133号線

### 隣接する郡
- ダグラス郡 - 北
- エドガー郡 - 北東
- クラーク郡 - 南東
- カンバーランド郡 - 南
- シェルビー郡 - 南西
- ムールトリー郡 - 西

## 気候と気象
近年、郡庁所在地であるチャールストン市の平均気温は1月の19°F (-7 ℃) から7月の88°F (31 ℃) まで変化している。過去最低気温は1994年1月に記録された-27°F (-33 ℃) であり、過去最高気温は1936年7月に記録された110°F (43 ℃) である。月間降水量は1月の2.20インチ (56 mm) から7月の4.65インチ (118 mm) まで変化している。

## 人口動態

人口ピラミッド

以下は2000年国勢調査による人口統計データである。
| 基礎データ - 人口: 53,196人 - 世帯数: 21,043 世帯 - 家族数: 12,078 家族 - 人口密度: 40人/km2（105人/mi2） - 住居数: 22,768軒 - 住居密度: 17軒/km2（45軒/mi2） 人種別人口構成 - 白人: 95.37% - アフリカン・アメリカン: 2.28% - ネイティブ・アメリカン: 0.20% - アジア人: 0.79% - 太平洋諸島系: 0.05% - その他の人種: 0.41% - 混血: 0.90% - ヒスパニック・ラテン系: 1.39% 先祖による構成 - ドイツ系：25.4％ - アメリカ人：17.8％ - イギリス系：12.6％ - アイルランド系：12.3％ 言語による構成 - 英語：96.8％ - スペイン語：1.8％ | 年齢別人口構成 - 18歳未満: 19.7% - 18-24歳: 23.5% - 25-44歳: 23.8% - 45-64歳: 19.7% - 65歳以上: 13.3% - 年齢の中央値: 31歳 - 性比（女性100人あたり男性の人口） - 総人口: 91.3 - 18歳以上: 88.1 世帯と家族（対世帯数） - 18歳未満の子供がいる: 26.1% - 結婚・同居している夫婦: 46.2% - 未婚・離婚・死別女性が世帯主: 8.3% - 非家族世帯: 42.6% - 単身世帯: 31.2% - 65歳以上の老人1人暮らし: 11.2% - 平均構成人数 - 世帯: 2.31人 - 家族: 2.91人 収入と家計 - 収入の中央値 - 世帯: 32,286米ドル - 家族: 45,708米ドル - 性別 - 男性: 32,831米ドル - 女性: 21,923米ドル - 人口1人あたり収入: 17,370米ドル - 貧困線以下 - 対人口: 17.5% - 対家族数: 7.5% - 18歳未満: 11.4% - 65歳以上: 9.3% |

### 収入

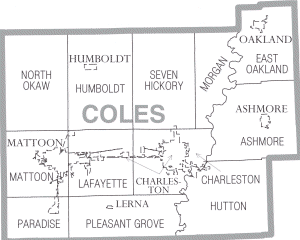
コールズ郡郡区図

## 郡区
コールズ郡は下記12の郡区に分割されている。
| - アシュモア - チャールストン - イーストオークランド - ハンボルト - ハットン - ラファイエット | - マットゥーン - モーガン - ノースオーク - パラダイス - プレザントグローブ - セブンヒッコリー |

## 都市と町

### 都市
- チャールストン - 郡庁所在地
- マットゥーン

### 村
- アシュモア
- ハンボルト
- ラーナ
- オークランド